# تشارلز إتش. فيليبس
تشارلز هيرمان فيليبس (12 يناير 1859 م - 24 مايو 1938 م) كان محاميًا أميركيًا وسياسيًا ديموقراطيًا في ميلواكي، ويسكنسن. كان عضوًا في مجلس شيوخ ولاية ويسكونسن من عام 1933 م إلى عام 1937 م ممثلاً لمنطقة مجلس الشيوخ السادسة في ولاية ويسكونسن. وهو أيضا نجل السياسي جوزيف فيليبس، عمدة ميلواكي التاسع عشر.

## خلفية تاريخية
ولد فيليبس في 21 يناير 1859م في ميلواكي والتحق بالمدارس الأبرشية والعامة وأكاديمية ماركهام، ثم التحق بجامعة ويسكونسن ماديسون. من عام 1891 م إلى عام 1895 م عمل في مكتب ولاية ويسكونسن. خلال هذا الوقت التحق بكلية الحقوق بجامعة ويسكونسن، وتخرج عام 1893. وعمل لبعض الوقت مع والده ومع شركة جلود ميلواكي، قبل أن يتجه إلى ممارسة القانون. شغل منصب رئيس لجنة مقاطعة الحزب الديمقراطي في مقاطعة ميلووكي، وكان مندوبًا إلى المؤتمر الوطني الديمقراطي لعام 1932.

## مكتب الانتخابات
في عام 1932 م ، تحدى فيليبس ممثل جمعية ولاية ويسكونسن الاشتراكيُ جورج هامبل الذي رشح لخلافة زميله الاشتراكي توماس دنكان (الذي لم يكن يسعى لإعادة انتخابه). بعد فوزه في الانتخابات التمهيدية لحزبه، فاز فيليبس، الذي كان ينافس على بطاقة الديمقراطية مع فرانكلين دي روزفلت، على هامبل بفارق ضئيل في سباق رباعي، بحصول فيليبس على 14485 صوتًا، و13951 لهامبل، و8433 صوتًا للجمهوري جورج بيكر، و267 صوتًا للجمهوري السابق. ممثل الولاية مارتن إم هيغينز، الذي كان يترشح كمستقل. تم تعيين فيليبس في اللجنة الدائمة لحكومات الولايات والحكومات المحلية، وأصبح رئيسًا للجنة المسؤولة عن معرض ويسكونسن في معرض شيكاغو المئوي للتقدم 1933-1934 (المعرض العالمي). بعد انتخابات 1934م، أصبح رئيسًا للجنة الدائمة للقضاء، وعضوا في لجنة الإجراءات التشريعية.
في عام 1936، سعى فيليبس لإعادة انتخابه، لكنه هُزم بدوره على يد جورج هامبل، الذي كان يترشح كمرشح تقدمي اسمي بموجب اتفاقية التعاون الاشتراكي/التقدمي التي كانت سارية آنذاك، بحصوله على 22.093 صوتًا لهامبل، و14.136 صوتًا لفيليبس، و4982 صوتًا للجمهوريين. ساليندون بينيت.

## الحياة الشخصية
كان تشارلز فيليبس هو الثالث من بين تسعة أطفال ولدوا لجوزيف فيليبس وزوجته الأولى ماري آن . كان جوزيف فيليبس رجل أعمال مهاجرًا كاثوليكيًا ألمانيًا بارزًا وازدهر في صناعة التأمين. تم انتخابه لفترة واحدة كرئيس لبلدية ميلواكي ومثَّل ميلواكي في جمعية ولاية ويسكونسن لمدة ثلاث سنوات.
تزوج تشارلز فيليبس من هيلين رامستاك عام 1884. وأنجبا طفلين على الأقل.
توفي فيليبس عن عمر يناهز 79 عامًا في 24 مايو 1938. وقد أصيب بنوبة قلبية واضحة بينما كان في طريقه إلى المنزل من العمل. تم دفنه في مقبرة الجلجثة التاريخية في ميلواكي.